# Cyclohexaanthiol
Cyclohexaanthiol is een cyclische verbinding met als brutoformule C6H12S. Het is een kleurloze vloeistof met een kenmerkende geur, die onoplosbaar is in water.

## Toxicologie en veiligheid
De stof ontleedt bij verbranding met vorming van giftige gassen, onder andere zwaveldioxide. Cyclohexaanthiol reageert met sterk oxiderende stoffen, reducerende stoffen en metalen.